# Henri Marc Brunel
Henri Marc Brunel (født 27. juni 1842, død 7. oktober 1903) var en engelsk ingeniør. Han var anden søn af den kendte engelske ingeniør Isambard Kingdom Brunel.
Han er især kendt for samarbejdet fra 1878 med Sir John Wolfe-Barry, som han konstruerede Blackfriars Railway Bridge over Themsen sammen med. Andre af deres arbejder var havnen i Barry i det sydlige Wales og Creagan Bridge, jernbanebroen over Loch Creran ved Dallachoilish (i nærheden af Oban) i Skotland (tilskrives Wolfe-Barry, H.M. Brunel og E.M. Crutwell).